# Atheta nanyukensis
Atheta nanyukensis – gatunek chrząszcza z rodziny kusakowatych i podrodziny rydzenic.
Gatunek ten opisał po raz pierwszy w 1995 roku Roberto Pace na łamach „Revue suisse de Zoologie”. Jako lokalizację typową wskazano okolice Nanyuki w Kenii.
Chrząszcz o błyszczącym, wydłużonym w zarysie ciele długości 2,8 mm. Głowa jest brązowa, siateczkowana, o wyraźnie zaznaczonym punktowaniu. Czułki mają czerwonawożółte człony pierwszy i drugi oraz rudobrązowe człony pozostałe. Brązowe przedplecze jest wyraźnie siateczkowane i powierzchownie punktowane. Również brązowe, krótsze od przedplecza pokrywy mają silnie zatarte siateczkowanie i wyraźne punktowanie. Barwa odnóży jest brązowawożółta z rudożółtymi stopami. Odwłok jest brązowy z rudobrązowym wierzchołkiem. Na jego powierzchni brak jest siateczkowania. Genitalia samca mają edeagus bardzo podobny do tego u A. gestroi, ale w widoku brzusznym łukowato na szczycie zwieńczony, nie zaś zaostrzony.
Owad afrotropikalny, znany wyłącznie z Kenii. Spotykany na rzędnych od 1450 do 2850 m n.p.m. Zasiedla m.in. ściółkę pod zastrzalinami.